# Harvard Art Museums

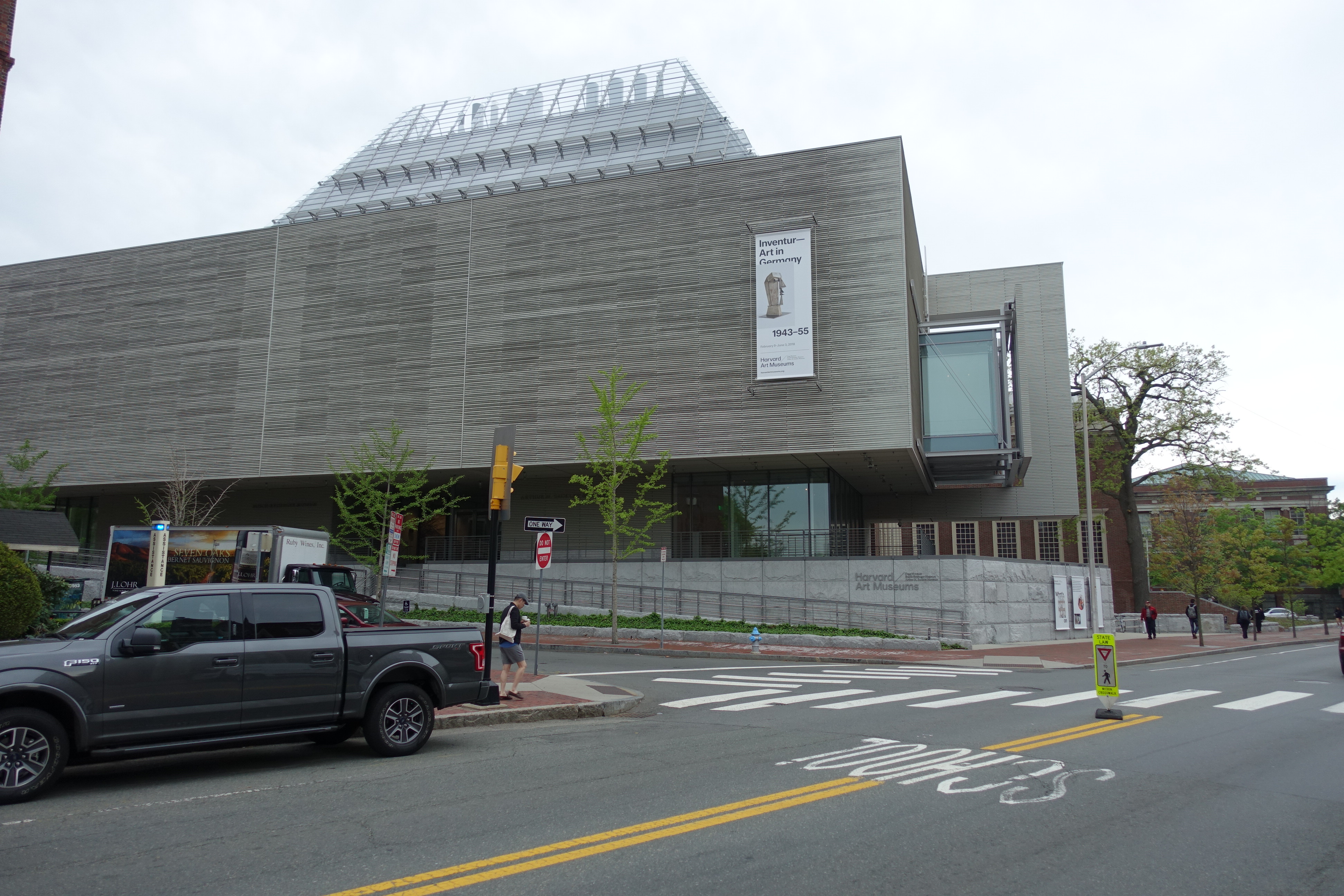
Neubau von Renzo Piano und Eingang zu den Harvard Art Museen

Die Harvard Art Museums (deutsch: Harvard Kunstmuseen) gehören zur Harvard University und bestehen aus drei Museen: dem Fogg Museum (gegründet 1895), dem Busch-Reisinger Museum (gegründet 1903) und dem Arthur M. Sackler Museum (gegründet 1985), sowie vier Forschungszentren: der Archäologischen Erforschung Sardes'  (englisch Archaeological Exploration of Sardis, gegründet 1958), dem Zentrum für das technische Studium Moderner Kunst (englisch Center for the Technical Study of Modern Art, gegründet 2002), den Harvard Kunstmuseumsarchiven (englisch Harvard Art Museums Archives) und dem Straus-Zentrum für Konservierung und Technische Studien (englisch Straus Center for Conservation and Technical Studies, gegründet 1928). Die drei Museen, die die Harvard Art Museums bilden, wurden ursprünglich 1983 in ein gemeinsames Institut namens Harvard University Art Museums integriert. Das Wort „University“ wurde 2008 aus dem Namen genommen.

## Renovierung und Erweiterung
Das historische Museumsgebäude der Harvard Art Museums in der Quincy Street in Cambridge wurde 2008 für ein großes Renovierungs- und Erweiterungsprojekt geschlossen. Der italienische Architekt Renzo Piano ergänzte das Backsteingebäude des Fogg-Museums aus den 1920er Jahren um einen etwa ebenso großen modernistischen Neubau. Die markant unterschiedlichen Teile des neuen Museumskomplexes werden durch große, pyramidale Glasdächer verklammert. Von der Straße vor dem Eingang zum ehemaligen Fogg-Museum aus betrachtet, sind der Anbau und die voluminösen Glasdächer kaum zu sehen, so dass aus dieser Perspektive der Charakter des historischen Gebäudes erhalten blieb.
In dem im November 2014 eröffneten Museumskomplex sind die drei Museen der Havard Art Museums untergebracht. Den Sammlungen des Fogg-, Busch-Reisinger- und Arthur M. Sackler-Museums steht nun eine um 40 % vergrößerte Ausstellungsfläche zur Verfügung.

## Sammlungen
In dem Sammlungen gibt es etwa 250.000 Kunstwerke aus Europa, Nordamerika, Afrika, dem Mittleren Osten, Südasien, Ostasien und Südostasien und von der Antike bis in die Gegenwart.
Das Museum beherbergt unter anderem das Gemälde Die roten Pferde von Franz Marc, das 1937 im Folkwangmuseum in Essen beschlagnahmt wurde.

## Direktoren
- Charles Herbert Moore: 1896–1909
- Edward W. Forbes: 1909–1944
- John Coolidge: 1948–1968
- Agnes Mongan: 1968–1971
- Daniel Robbins: 1972–1974
- Seymour Slive: 1975–1984
- Edgar Peters Bowron: 1985–1990
- James Cuno: 1991–2002
- Thomas W. Lentz: 2003–2015
- Martha Tedeschi: 2016– gegenwärtig

## Kuratoren (Auswahl)
- Kuno Francke, 1903–1930
- Charles Kuhn, 1930–1968
- Peter Nisbet
- Lynette Roth